# Kup Nogometnog saveza Županije Istarske 2016./17.
Kup Nogometnog saveza Županije Istarske za sezonu 2016./17. se igra u proljetnom dijelu sezone. Pobjednik i finalist natjecanja natjecanja stječe pravo nastupa u pretkolu Hrvatskog kupa u sezoni 2017./18. 

Kup je osvojio Novigrad.

## Sudionici
U natjecanju je sudjelovalo 39 klubova s područja Istarske županije, prikazanih prema pripadnostima ligama u sezoni 2016./17.
| 2. HNL (II.) - Novigrad 3. HNL – Zapad (III.) - Jadran Poreč MŽNL NS Rijeka (IV.) - Funtana - Mladost Fažana - Pazinka Pazin - Rovinj - Rudar Labin | 1. ŽNL Istarska (V.) - Banjle - Istra Pula - Jedinstvo Omladinac Nedešćina - Ližnjan - Medulin 1921 - Uljanik Pula - Valbandon '72 - Veli Vrh Pula - Vrsar - Žminj | 2. ŽNL Istarska (VI.) - Brtonigla-Nova Vas - Buzet - Dajla - Iskra Vinež - Muntić - Pula ICI - Puris Sveti Petar u Šumi - Rabac - Smoljanci Sloboda Svetvinčenat - Šišan - Vodnjan | 3. ŽNL Istarska – Jug (VII.) - Barban 2013 - Jedinstvo Bale - Marčana - Štinjan Pula 3. ŽNL Istarska – Sjever (VII.) - Dinamo Sveta Marija na Krasu - Istra Tar - Livade - Momjan 1947 - Montraker Vrsar - Sveti Lovreč - Višnjan |

Klub oslobođen nastupa zbog dovoljnog koeficijenta za Hrvatski nogometni kup, u kojem nastupa od šesnaestine završnice: 

1. HNL (I.)
- Istra 1961 Pula

## Rezultati

### 1. kolo
| klub1                        | klub2                          | rez.           |                                                                       |
| ---------------------------- | ------------------------------ | -------------- | --------------------------------------------------------------------- |
| Pula ICI                     | Marčana                        | 0:5            |                                                                       |
| Ližnjan                      | Valbandon '72                  | 2:0            |                                                                       |
| Medulin 1921                 | Istra Pula                     | 2:0            |                                                                       |
| Štinjan Pula                 | Muntić                         | 0:0 (5:4 11 m) | Štinjan prošao boljim izvođenjem jedanaesteraca                       |
| Šišan                        | Smoljanci Sloboda Svetvinčenat | 0:2            |                                                                       |
| Uljanik Pula                 | Banjole                        | 2:0            |                                                                       |
| Rabac                        | Barban 2013                    | 4:2            |                                                                       |
| Žminj                        | Vrsar                          | 0:3            |                                                                       |
| Dinamo Sveta Marija na Krasu | Momjan 1947                    | 3:4            |                                                                       |
| Buzet                        | Livade                         | 1:1 (1:4 11 m) | Livade prošle boljim izvođenjem jedanaesteraca                        |
| Višnjan                      | Sveti Lovreč                   | 4:1            |                                                                       |
| Puris Sveti Petar u Šumi     | Jedinstvo Omladinac Nedešćina  | 3:3 (4:6 11 m) | Jedinstvo Omladinac Nedešćina prošao boljim izvođenjem jedanaesteraca |
| Montraker Vrsar              | Brtonigla-Nova Vas             | 4:0            |                                                                       |
| Dajla                        | Istra Tar                      | 3:2            |                                                                       |
| Veli Vrh Pula                | Vodnjan                        | 2:1            |                                                                       |
| Jedinstvo Bale               | Iskra Vinež                    | 6:2            |                                                                       |

### 2. kolo
| klub1                          | klub2           | rez.           |                                                  |
| ------------------------------ | --------------- | -------------- | ------------------------------------------------ |
| Marčana                        | Štinjan Pula    | 1:1 (6:7 11 m) | Štinjan prošao boljim izvođenjem jedanaesteraca  |
| Smoljanci Sloboda Svetvinčenat | Jedinstvo Bale  | 0:1            |                                                  |
| Jedinstvo Omladinac Nedešćina  | Rabac           | 1:0            |                                                  |
| Vrsar                          | Montraker Vrsar | 2:0            |                                                  |
| Momjan 1947                    | Dajla           | 1:3            |                                                  |
| Livade                         | Višnjan         | 0:2            |                                                  |
| Medulin 1921                   | Uljanik Pula    | 0:1            |                                                  |
| Ližnjan                        | Veli Vrh Pula   | 1:1 (2:4 11 m) | Veli Vrh prošao boljim izvođenjem jedanaesteraca |

### 3. kolo
| klub1                         | klub2          | rez.          |                          |
| ----------------------------- | -------------- | ------------- | ------------------------ |
| Dajla                         | Pazinka Pazin  | 0:3 p.f.      | Pazinka prošla bez borbe |
| Jedinstvo Omladinac Nedešćina | Mladost Fažana | 1:8           |                          |
| Jedinstvo Bale                | Rovinj         | 0:3           |                          |
| Višnjan                       | Funtana        | 0:5           |                          |
| Vrsar                         | Rudar Labin    | 2:0           |                          |
| Uljanik Pula                  | Novigrad       | 0:3           |                          |
| Štinjan Pula                  | Jadran Poreč   | 1:5           |                          |
| Veli Vrh Pula                 | Veli Vrh Pula  | Veli Vrh Pula | slobodni                 |

### Četvrtzavršnica
| klub1         | klub2          | rez. |  |
| ------------- | -------------- | ---- |  |
| Jadran Poreč  | Veli Vrh Pula  | 10:0 |  |
| Pazinka Pazin | Rovinj         | 3:2  |  |
| Funtana       | Mladost Fažana | 0:2  |  |
| Novigrad      | Vrsar          | 2:1  |  |

### Poluzavršnica
| klub1          | klub2         | rez.           |                                                  |
| -------------- | ------------- | -------------- | ------------------------------------------------ |
| Novigrad       | Jadran Poreč  | 0:0 (3:1 11 m) | Novigrad prošao boljim izvođenjem jedanaesteraca |
| Mladost Fažana | Pazinka Pazin | 3:1            |                                                  |

### Završnica
| grad, stadion      | datum             | klub1          | rez. | klub2    |       |
| ------------------ | ----------------- | -------------- | ---- | -------- | ----- |
| Pula, Aldo Drosina | 23. svibnja 2017. | Mladost Fažana | 0:4  | Novigrad | [ 1 ] |

## Poveznice
- Nogometni savez Županije Istarske  Arhivirana inačica izvorne stranice od 21. srpnja 2017. (Wayback Machine)
- nszi.hr, Kup Nogometnog saveza Županije Istarske  Arhivirana inačica izvorne stranice od 19. svibnja 2017. (Wayback Machine)
- 1. ŽNL Istarska 2016./17.
- 2. ŽNL Istarska 2016./17.
- 3. ŽNL Istarska 2016./17.